# Francesc Moisès
Francesc Ferrando i Sanjuán, més conegut pel nom artístic de Francesc Moisès, (Alcoi, 4 de setembre de 1949) és un actor, compositor i cantant valencià. Publicà vuit discos entre els anys setanta i vuitanta del segle xx, entre ells Potser un dia (1984).
Durant els anys noranta canta de manera intermitent: el tretze de març del 1999 participa en la seva vila en un concert d'homenatge a Ovidi Montllor, amb Marina Rossell, Miquel Pujadó i Jordi Gil.